# Commelina heterosperma
Commelina heterosperma är en himmelsblomsväxtart som beskrevs av Ethelbert Blatter och F. Hallberg. Commelina heterosperma ingår i släktet himmelsblommor, och familjen himmelsblomsväxter. Inga underarter finns listade.